# 최응섭
최응섭(崔應燮, 1913년 5월 26일 ~ 1992년 10월)은 대한민국의 정치인이다. 제3대 경상남도의회 도의원을 지냈다. 본관은 경주이며, 경상남도 사천 출생이다. 호(號)는 만정(晚亭)이다.

## 학력
- 곤양보통학교(현 곤양초등학교) 졸업
- 진주고등보통학교(현 진주고등학교) 졸업
- 일본 대학예과 1년 수료
- 일본 도쿄대학교 법정대학 중퇴

## 경력
- 초대 사천군 곤양면의회 면의원
- 제3대 경상남도의회 도의원
- 신민당 사천·삼천포 지구당위원장
- 신민당 사천·삼천포 조직책
- 신민당 경남2지구 고문
- 평화민주당 사천·삼천포 지구 조직책
- 제13대 대통령 선거 김대중 후보 사천·삼천포 지구 대책위원장

## 역대  선거 결과
|  | 25.81% |

|  | 72.26% |

|  | 12.95% |